# Ортонов гуан
Ортонов гуан (лат. Penelope ortoni) је врста птице из рода Penelope, породице Cracidae. Живи у планинским шумама у подножју западних Анда западне Колумбије и северо-западног Еквадора. Осетљива је на лов и уништавање станишта.
Дуга је између 58 и 66 cm. Перје јој је тамносмеђе боје са сивосмеђом главом и вратом са белкастим рубовима до прса. Грло јој је црвене боје. Кљун је боје слоноваче, док су ноге црвене боје.